# Cratere Arruntia
Arruntia è un cratere sulla superficie di 4 Vesta.